# Il mistero di Rosa
Il mistero di Rosa è un cortometraggio del 1991 diretto da Fabio Segatori.

## Trama
Le vicende si svolgono nella Viterbo del 1250, dove una giovane donna di nome Rosa ha visioni catartiche che la porta ad indossare il saio di terziaria e ad invocare san Francesco d'Assisi per le vie della città. Viene esiliata sui monti Cimini, allora luoghi isolati e popolati da bestie feroci, ma, sola, Rosa viene assalita dai demoni della sua mente.